# Lesoto nos Jogos Olímpicos de Verão de 1984
Lesoto competiu nos Jogos Olímpicos de Verão de 1984 em Los Angeles, Estados Unidos.

## Resultados por Evento

### Atletismo
10.000 m masculino
- France Ntaole
  - Eliminatórias — 30:18.71 (→ não avançou)

Maratona masculina
- Frans Ntaole — 2:21:09 (→ 40º lugar)
- Vincent Rakabaele — 2:32:15 (→ 61º lugar)